# Shoma Kamata
Shoma Kamata (født 15. juni 1989) er en japansk fodboldspiller, som spiller for den japanske fodboldklub Blaublitz Akita.